# Geschützter Landschaftsbestandteil Hohenhof

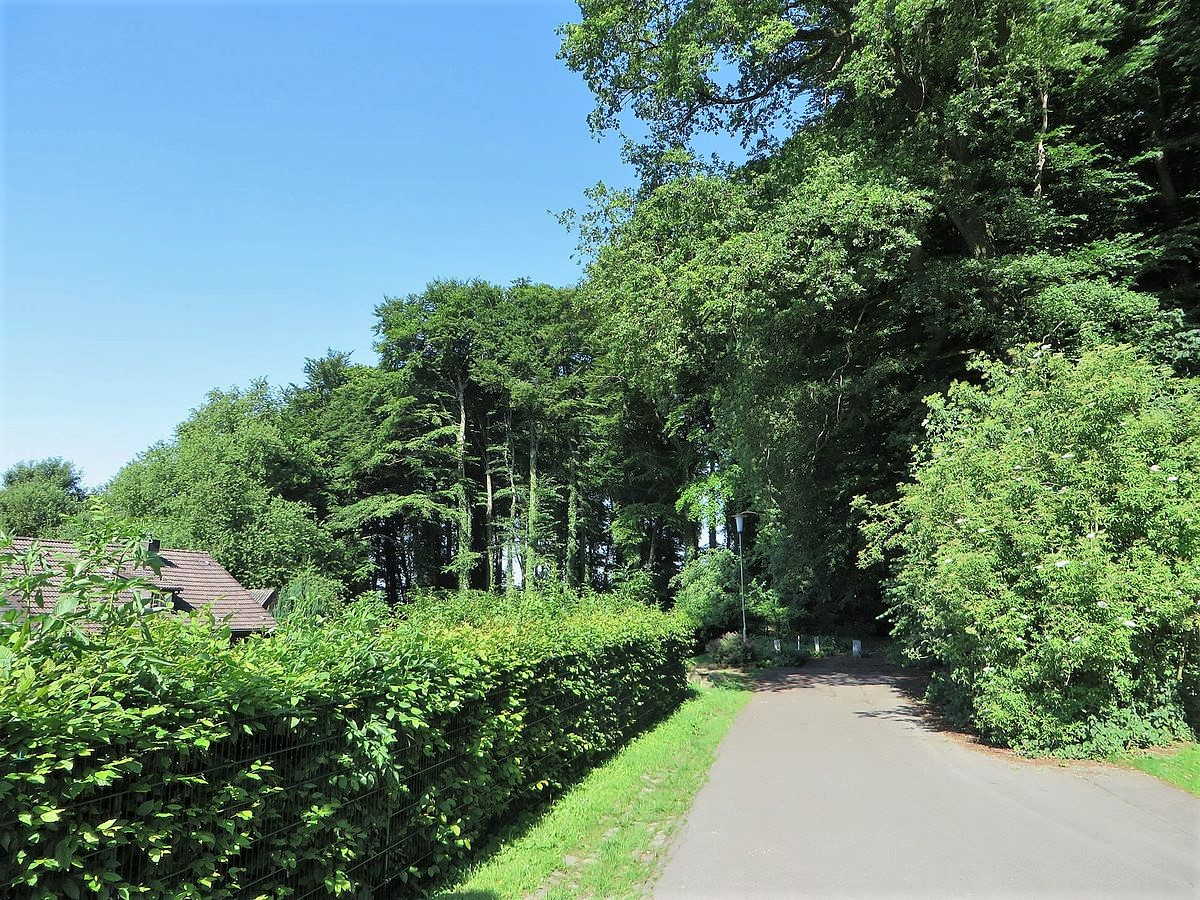
Geschützter Landschaftsbestandteil Hohenhof

Der Geschützte Landschaftsbestandteil Hohenhof mit einer Flächengröße von 3,2 ha liegt auf dem Gebiet der kreisfreien Stadt Hagen in Nordrhein-Westfalen. Der LB wurde 1994 mit dem Landschaftsplan der Stadt Hagen vom Stadtrat von Hagen ausgewiesen.

## Beschreibung
Beschreibung im Landschaftsplan: „Der Landschaftsbestandteil liegt zwischen der Stirnband-Siedlung und der A 45. Es handelt sich um einen Kalk-Buchenwald östlich des Hohenhofes mit gut ausgebildeter Krautschicht sowie angrenzenden Brachfluren.“

## Schutzzweck
Laut Landschaftsplan erfolgte die Ausweisung „zur Sicherung der Leistungsfähigkeit des Naturhaushalts durch Erhalt eines wertvollen Altholzbestandes in Verbindung mit Saumbiotopen als Lebensraum, insbesondere für Kleinsäuger, höhlenbrütende Vogelarten und totholzbewohnende Insekten sowie für die charakteristischen Pflanzenarten der Kalkbuchenwälder“.